# Бугай (Скаржиський повіт)
Бугай (пол. Bugaj) — село в Польщі, у гміні Бліжин Скаржиського повіту Свентокшиського воєводства.
Населення — 241 особа (2011).
У 1975-1998 роках село належало до Келецького воєводства.

## Демографія
Демографічна структура на день 31 березня 2011 року:
|          | Загалом | Допрацездатний вік | Працездатний вік | Постпрацездатний вік |
| -------- | ------- | ------------------ | ---------------- | -------------------- |
| Чоловіки | 105     | 21                 | 76               | 8                    |
| Жінки    | 136     | 32                 | 79               | 25                   |
| Разом    | 241     | 53                 | 155              | 33                   |